# آژانس مسافرتی
آژانس مسافرتی (انگلیسی: Travel Agency) یا شرکت خدمات مسافرتی، به شرکتی اطلاق می‌شود که در زمینه ارائه خدمات گردشگری، جهانگردی و هواپیمایی به صورت خرده‌فروشی و عمده‌فروشی و پیش‌فروش، فعالیت می‌نماید.
در ایران آژانس‌های مسافرتی بنا به نوع فعالیت خود از وزارت میراث فرهنگی، صنایع دستی و گردشگری همچنین از سازمان هواپیمایی کشوری و از سازمان حج و زیارت مجوز فعالیت دریافت می‌کنند و به نمایندگی از تأمین‌کنندگان، خدماتی چون اخذ ویزا، رزرو هتل و اماکن اقامتی، برگزاری تورهای مسافرتی گروهی و انفرادی، فروش بلیت هواپیما، قطار، و کشتی، انجام امور بیمه مسافرتی، صدور گواهینامه رانندگی بین‌المللی و… ارائه می‌نماید.